# Глоти (Псковська область)
Глоти (рос. Глоты) — присілок в Псковському районі Псковської області Російської Федерації.
Населення становить 301 особу. Входить до складу муніципального утворення Ядровська волость.

## Історія
Від 2015 року входить до складу муніципального утворення Ядровська волость.

## Населення
| 2001 | 2002 | 2010 | 2016 |
| ---- | ---- | ---- | ---- |
| 291  | ↗297 | ↘273 | ↗301 |